# Cesare Vecellio

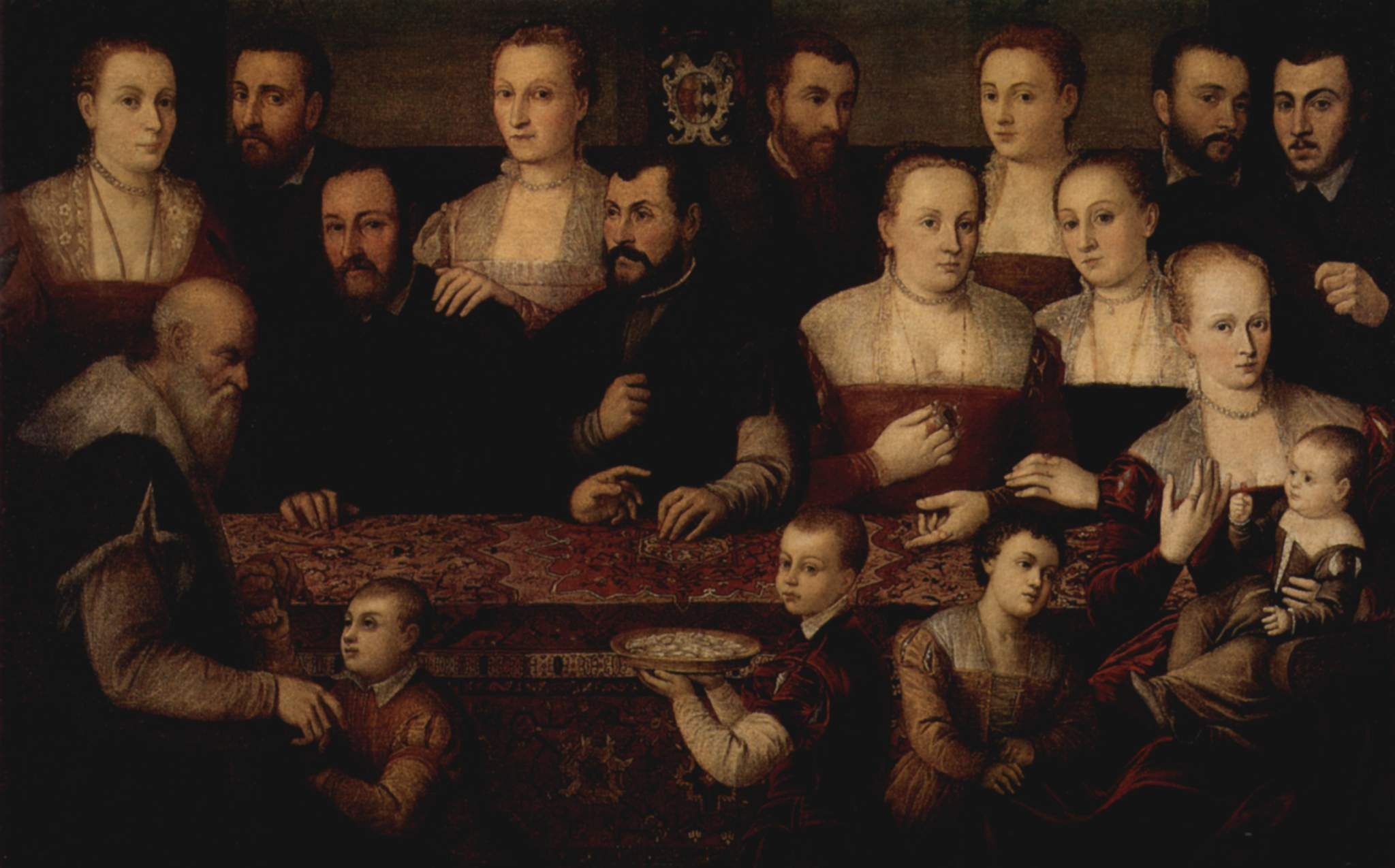
Cesare Vecellio, Ritratto di famiglia; Venezia, Museo Correr.

Cesare Vecellio (Pieve di Cadore, 1521 – Venezia, 1601) è stato un pittore e disegnatore italiano.

## Biografia
Appartenente al casato dei Vecellio, era figlio di Ettore, cugino del ben più noto Tiziano. Imparò l'arte pittorica nella bottega di quest'ultimo, ma rimase un artista piuttosto modesto. 
Le sue opere si concentrano prevalentemente nel Bellunese. Suo capolavoro è il San Sebastiano della cattedrale di Belluno, mentre nel palazzo della Magnifica Comunità di Cadore si trova la Dedizione del Cadore a Venezia. Degni di nota sono anche i dipinti del soffitto a cassettoni della chiesa di Lentiai e la pala raffigurante l'Ultima Cena, posta nella parrocchiale di Pieve di Cadore. Altri lavori si trovano nelle chiese di Vallesella, Padola, Tarzo, Tai di Cadore, Zoppè di Cadore e Vigo di Cadore.
Pubblicò alcuni studi sulla storia dell'abbigliamento, con descrizioni e disegni. Si citano, tra gli altri, il De gli habiti antichi et moderni di diverse parti del mondo e i tre libri di ricami intitolati Corona delle nobili e virtuose dame.
Pittore fu pure il fratello Fabrizio.

## Opere
- Cesare Vecellio, Moda e fili d'oro in Cesare Vecellio. Trascrizione semplificata e concisa, con l'aggiunta di note dettagliate del libro "De gli habiti antichi et moderni di diverse parti del mondo" di Cesare Vecellio stampato nel 1590. Una galleria di 143 abiti maschili e femminili, a cura di Diana Garofani Manzini, Arcore, Grafimage Srl, 2013, ISBN 978-88-97955-59-7.
- Compianto sul Cristo morto, Lentiai, Chiesa arcipretale di Santa Maria Assunta
- Storie della Vergine (soffitto dipinto), Lentiai, Chiesa arcipretale di Santa Maria Assunta
- I dodici apostoli, Lentiai, Chiesa arcipretale di Santa Maria Assunta
- Pala del Rosario, Lentiai, Chiesa arcipretale di Santa Maria Assunta
- San Sebastiano, Lentiai, Chiesa arcipretale di Santa Maria Assunta
- San Rocco, Lentiai, Chiesa arcipretale di Santa Maria Assunta
- Scene della vita di sant’Antonio abate, Bardies (Mel), chiesa di Sant’Antonio abate
- Angelo annunciante, Madonna annunciata, san Pietro, san Paolo, Pieve di Cadore, Chiesa di Santa Maria Nascente
- Trinità, Milano, Pinacoteca di Brera
- San Giovanni Battista (Ecce Agnus Dei), (1581) Feltre, Chiesa di Santa Maria degli Angeli
- Madonna col Bambino, san Giovanni Battista e san Girolamo, (1581) Cadola, Chiesa di Santa Maria del Rosario
- Madonna con il Bambino, san Candido e sant’Osvaldo, Tai di Cadore, chiesa di San Candido
- San Maurizio, Tai di Cadore, Chiesa di San Candido
- Sant’Apollonia, (1582) Tai di Cadore, Chiesa di San Candido
- San Silvestro papa, Padola, Chiesa di San Luca
- Madonna con il Bambino in gloria, i santi Fabiano e Sebastiano e il podestà Loredan, (1585) Belluno, Cattedrale
- Assunzione della Vergine, (1586) Castion, Chiesa di Santa Maria Assunta
- San Sebastiano, san Valentino, santo Stefano, san Donato, santa Lucia, Borgo Val Sugana, Chiesa della Natività di Maria
- Presentazione di Gesù al tempio, Tarzo, Chiesa di Santa Maria della Purificazione
- Incontro tra Abramo e Melchisedech, (1599) Belluno, Chiesa di Santo Stefano
- Dedizione del Cadore a Venezia, (1599) Pieve di Cadore, Palazzo della Magnifica Comunità di Cadore
- San Rocco e san Sebastiano, Vigo di Cadore, Chiesa della Madonna della Difesa
- Santa Caterina d’Alessandria, Vigo di Cadore, Chiesa di San Martino
- Decollazione di san Giovanni Battista, Vigo di Cadore, Chiesa di San MartinoSan Floriano, Pieve di Zoldo, Chiesa dell’Addolorata
- Ritratti di Odorico Piloni e di Laura contessa di Terlago e Lodrone, Belluno, Palazzo Piloni
- Ritratti di Giorgio Piloni e Degnamerita contessa di Porcia, Belluno, Palazzo Piloni
- Ritratto di Giorgio Piloni, Belluno, Palazzo Piloni
- Ritratto di Odorico Piloni, Belluno, Palazzo Piloni
- Ritratto di Odorico Piloni, collezione privata
- Le quattro stagioni, Belluno, Palazzo Piloni
- Ritratto di Paolo Piloni, collezione privata
- Ritratto di Cesare Piloni, collezione privata
- Sposalizio mistico di santa Caterina, Treviso, Musei Civici
- Annunciazione, Feltre, Museo diocesano di arte sacra
- Gesù consegna le chiavi a san Pietro, Zoppè di San Vendemiano, chiesa parrocchiale di San Pietro
- Ritratto di Giulio Doglioni, Belluno, Seminario Gregoriano